# Революційно-демократичний фронт ефіопських народів
Революційно-демократичний фронт ефіопських народів — РДФЕН (амх. የኢትዮጵያ ሕዝቦች አብዮታዊ ዲሞክራሲያዊ ግንባር) — коаліція чотирьох політичних партій в Ефіопії; нині є урядовою. Лідером РДФЕН упродовж тривалого часу був прем'єр-міністр Мелес Зенаві.

## Склад
До складу РДФЕН входять чотири політичні партії, що представляють різні етнічні групи Ефіопії:
- Тиграйський народний фронт визволення
- Амхарський національно-демократичний рух
- Народно-демократична організація оромо
- Південноефіопський народно-демократичний рух

## Сучасний стан
В результаті виборів, що відбулись 24 травня 2015 року, РДФЕН здобув 546 з 547 місць у нижній палаті парламенту — Раді народних представників.